# Samtgemeinde Schwaförden
La Samtgemeinde Schwaförden est une Samtgemeinde, c'est-à-dire une forme d'intercommunalité de Basse-Saxe, de l'arrondissement de Diepholz, au nord de l'Allemagne. Elle regroupe 6 municipalités.